# Yngve Larsson (professor)
Yngve Axel Andreas Larsson, född 9 januari 1917 i Stockholm, död 22 mars 2014 på Lidingö, var en svensk barnläkare, diabetolog och professor i pediatrik samt ämbetsman.

## Biografi

### Barndom och studier

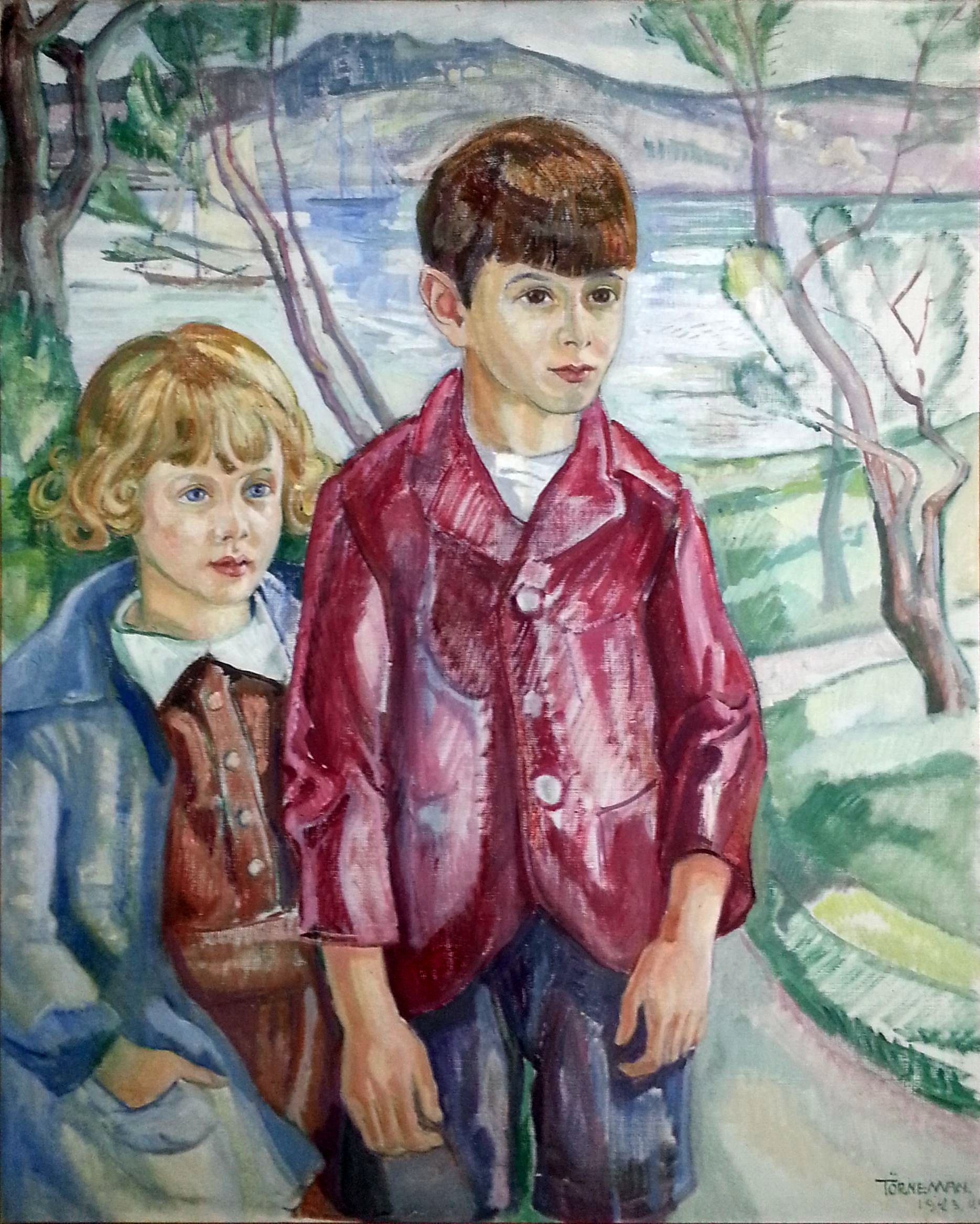
Två pojkar. Mårten och Yngve Larsson vid Mullberget porträtterade av Törneman 1924.

Larsson var det femte barnet till borgarrådet Yngve Larsson (1881–1977) och Elin Larsson (1884–1980), som var dotter till Karl Otto Bonnier. Han växte upp med syskonen Verna, Matts, Ester, Richard och Mårten i Villa Mullberget på Djurgården i Stockholm och vistades sommartid på Barnarve i Ljugarn på Gotland. Han fick sin första undervisning av sin mor från fem års ålder. Han gick sedan ett år vid Carlssons skola och fortsatte från 1926 med realskola och gymnasium vid Norra Latin, där han tog studentexamen 1934 vid 17 års ålder.
Efter en vårtermin 1935 vid École de Médecine på Paris universitet för Henri Rouvière påbörjade han medicinstudier vid Uppsala universitet, där han 1938 tog medicine kandidatexamen. Därefter fortsatte han studierna vid Karolinska Institutet, där han blev medicine licentiat 1943 och senare medicine doktor 1956 samt docent i pediatrik samma år.

#### Ställningstagande mot nazismen
Larsson tog tidigt politisk ställning emot nazismen i Sverige. 
Som gymnasist hade han sommaren 1932 kommit att i Stralsund lyssna på ett av Adolf Hitlers massmöten före maktövertagandet.
Vid Norra Latin var han med om att bilda en gymnasistsektion av det politiskt obundna socialistiska Clarté – Ung Front. I Uppsala var Yngve Larsson ordförande för Clarté under en tid och även medlem i den liberala studentföreningen Verdandi. Vid Karolinska institutet var Larsson en av de medicinstuderande som 1939 röstade för i fråga om att ge arbetstillstånd till tio asylsökande judiska specialistläkare i det som numera är känt som Bollhusdebatten.

### Kronprinsessan Lovisas barnsjukhus (1944–1964)
Från 1944 var Yngve Larsson verksam vid Kronprinsessan Lovisas barnsjukhus under Adolf Lichtenstein, senare som biträdande överläkare. Där kom han under 1950-talet att koncentrera sig på diabetesproblemen. Experimentell forskning inom området ledde till disputation och docentur 1956, varefter han blev chef för ett nybildat laboratorium för diabetesforskning.
Larsson började under denna tid även bli känd för en bredare krets genom den egna boken Hur man skall klara sin sockersjuka (1954), vilken under närmare två decennier kom att bli ett standardverk för diabetespatienter och kom ut i ett flertal omarbetade upplagor och översattes även till danska.

### Svensk-etiopiska barnsjukhuset (1964–1970)

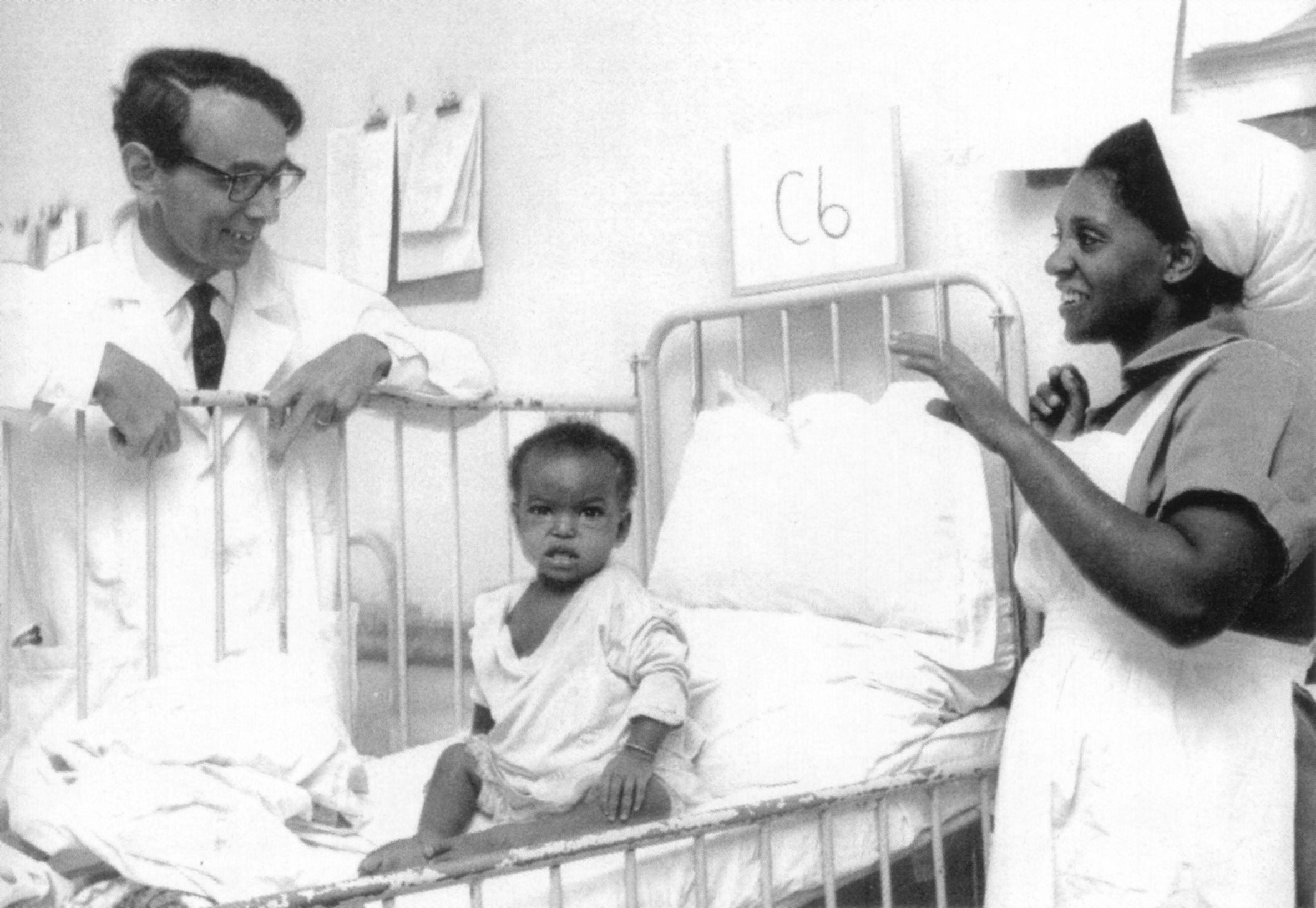
Yngve Larsson på ESPC, det svensk-etiopiska barnsjukhuset i Addis Abeba.

Från 1964 och under andra hälften av 1960-talet arbetade Larsson i Etiopien inom ramen för NIB:s och därefter Sidas verksamhet, först som biträdande överläkare vid och, efter Edgar Mannheimer, 1965–1970 som medicinskt huvudansvarig (director) för Svensk-etiopiska barnsjukhuset (ESPC) vid Haile Selassie I University i Addis Abeba.
Parallellt etablerade makan barnläkaren Ulla Larsson mödravårdscentralen Lideta Maternal and Child Health Center (eller Lideta MCH Clinic), nära ESPC med finansiering från svenska Rädda barnen.
För sina insatser mottog Larsson Order of the Star of Ethiopia av officers grad (OSE) av kejsaren Haile Selassie.

### Linköpings universitetssjukhus (1971–1983)
Yngve Larsson blev därefter i början av 1971 överläkare och den förste professorn i pediatrik vid Universitetssjukhuset i Linköping, och blev känd för att ha introducerat modern diabetesvård i Östergötland.
1982 var han promotor vid medicinska fakulteten vid Linköpings universitet, och han stannade här fram till sin pension 1983, varefter hans professur övertogs av Bengt Björkstén.
I början av 1970-talet tog Yngve Larsson även initiativet till en särskild arbetsgrupp för forskning och information inom barndiabetesområdet, en föregångare till sektionen för diabetes och endokrinologi inom Svensk Förening för Diabetologi. Inom arbetsgruppen påbörjades bland annat registrering av diabetesinsjuknande vid landets barnkliniker, och 1982 på Larssons initiativ ett för alla Sveriges barnkliniker gemensamt vårdprogram för barn- och ungdomsdiabetes. Det nationella vårdprogrammet var ett av världens första inom barndiabetesområdet, och det bidrog till att Sveriges diabetesvård internationellt har ansetts ligga på topp under decennier.
Från 1974-1983 var Larsson medlem av Advisory Board för Acta Pædiatrica Scandinavica, och därefter dess Assistant Managing Editor.
Yngve Larsson var 1981–1984 medlem av Advisory council vid International Society for Pediatric and Adolescent Diabetes (ISPAD), där han hade varit aktiv sedan året efter grundandet 1974.

### Socialstyrelsen (1983–1997)
Som professor emeritus blev Larsson byråchef och föredragande i barnmedicin vid Socialstyrelsen, där han även ansvarade för att ta fram Socialstyrelsens råd för Livsuppehållande åtgärder i livets slutskede. Yngve Larsson behöll uppdrag hos Socialstyrelsen fram till 80 år fyllda, 1997. Han var även ordförande för Svenska barnläkarföreningen i fyra år, och utsågs till hedersmedlem inom Svensk förening för diabetologi.

## Familj
Yngve Larsson gifte sig 1940 i Storkyrkan med Gerd (1918–1963, född Franzén). Efter hennes bortgång gifte han sig 1965 vid den svenska ambassaden i Nairobi med Ulla (1933–2013, född Barnholdt). I första äktenskapet föddes fyra barn mellan 1942 och 1950 och i det andra äktenskapet två barn 1964 och 1967.
Larsson bodde innan tiden i Etiopien på Strandvägen 65 och 67, och därefter på Harvestad gård utanför Linköping och från 1980-talet i Brevik på Lidingö, med sommarboende från 1970-talet vid Hallshuks fiskeläge på Gotland. 
År 2008 publicerade Yngve Larsson sina memoarer, Vändpunkter – Minnen, möten, uppbrott. 2013 donerade Larsson målningen Magdalena av Eva Bonnier, syster till hans morfar, till Prins Eugens Waldemarsudde. Han avled den 22 mars 2014, 97 år gammal, och begravdes borgerligt den 10 april i Trons kapell på Skogskyrkogården. Yngve och Ulla Larsson är gravsatta i hans föräldrars gravplats 1A vid ingången till Skogskrematoriet. Dödsrunor över Yngve Larsson skrevs bland annat av Johnny Ludvigsson i tidskriften Fokus, Östgöta Correspondenten och DagensDiabetes.